# Бердзенишвили, Владимир Ираклиевич
Владимир Ираклиевич Бердзенишвили (груз. ვლადიმერ ირაკლის ძე ბერძენიშვილი; 1910 — ?) — советский футболист, нападающий.
В весеннем первенстве СССР 1936 года в группе «Б» в шести играх забил один гол. В осеннем чемпионате в группе «А» 1936 года — один гол в пяти матчах. В чемпионате 1937 года сыграл 12 матчей, забил три гола. В газетном отчёте матча против «Сельмаша» в 1938 году видимо, ошибочно, указан вместо М. И. Бердзенишвили.
Был в составах тбилисских ТГУ (1939, КФК) и «Локомотива» (1940).
Финалист Кубка СССР 1936.